# ダグラス・ジェラード
ダグラス・ジェラード（Douglas Gerrard, 1891年8月12日 - 1950年6月5日）は、アイルランド出身のアメリカ合衆国の映画監督、俳優である。出生名はダグラス・ジェラード・マックマロー・カヴァナ（Douglas Gerrard McMurrough Kavanagh）。

## 人物・来歴
1891年8月12日、アイルランドのダブリンに生まれる。5歳年長の兄はのちにアメリカで映画俳優となるチャールズ・K・ジェラードである。
満22歳を迎える1913年、アメリカのユニヴァーサル・フィルム・マニュファクチュアリング・カンパニー（現在のユニバーサル・ピクチャーズ）に入社、フィリップス・スモーリーとロイス・ウェバーの夫妻が共同監督したサイレント映画 Suspense に出演する。
1916年、監督としてデビュー、自らの主演作を多く手がける。1918年、監督業に専念、ユニヴァーサル社の子会社・ブルーバード映画で、同年の『孤松の唄』、『報酬五千弗』、『秘密の家』、Playthings 、『血の叫び』、『唄女』、翌1919年の『巌封の密者』と7本を監督、1作を除いていずれも日本でも公開されている。
1920年、監督業を廃業、俳優業に専念する。以降、サイレントからトーキーとなり、クレジットされない端役となっても、最晩年まで出演をつづけた。
1950年6月5日、カリフォルニア州ロサンゼルス市ハリウッドで死去した。満58歳没。

## おもなフィルモグラフィ
- Suspense : 監督フィリップス・スモーリー / ロイス・ウェバー、1913年 - 出演・役 The Pursuer
- Beauty and the Beast : 監督ハリー・C・マシューズ、1913年 - 出演
- Through Strife : 監督・主演フィリップス・スモーリー / ロイス・ウェバー、1913年 - 出演・役 The Lover
- Maid of the Mountains : 監督不明、主演ヘンリー・スタンレー、1913年 - 出演・役 Harvey Bryce, the Stranger
- Just in Time : 監督ロイス・ウェバー、主演フィリップス・スモーリー、1913年 - 出演・役 The Dynamiter
- A Bear Escape : 監督不明、主演ジョージ・ゲブハート、1913年 - 出演
- The Stolen Inheritance : 監督不明、主演ジョージ・ゲブハート、1913年 - 出演
- An Indian Don Juan : 監督不明、主演ジョージ・ゲブハート、1913年 - 出演
- By the Two Oak Trees : 監督不明、主演ジョージ・ゲブハート、1913年 - 出演
- Whom God Hath Joined : 監督不明、1914年 - 主演
- Down Lone Gap Way : 監督不明、主演ジョージ・チャンピオン、1914年 - 出演
- The Merchant of Venice : 監督・主演フィリップス・スモーリー / ロイス・ウェバー、1914年 - 出演・役 Bassanio
- Against Heavy Odds : 監督不明、主演ジョージ・ゲブハート、1914年 - 出演
- The Quicksands : 監督クリスティー・キャバンヌ、1914年 - 出演
- The Quicksands : 監督ジョージ・メルフォード、1914年 - 出演・役 Lt. Osborn - Gladys' Sweetheart
- Shannon of the Sixth : 監督ジョージ・メルフォード、1914年 - 出演・役 Lieutenant Shannon of the Sixth
- The Rajah's Vow : 監督ジョージ・メルフォード、1914年 - 出演・役 Raja Lal Chahala - the Rajah's Son
- The Bond Eternal : 監督ジョージ・メルフォード、1914年 - 出演・役 Walter Standish - a Artist
- The Primitive Instinct : 監督ジョージ・メルフォード、1914年 - 出演・役 Jack Tremmond - an Artist
- The Potter and the Clay : 監督ジョージ・メルフォード、1914年 - 出演・役 Bertram Trent - a Man of Wealth
- Micky Flynn's Escapade : 監督ジョージ・メルフォード、1914年 - 出演・役 Ike Levy - Hinkle's Confederate
- The Smugglers of Lone Isle : 監督ジョージ・メルフォード、1914年 - 出演・役 George Luther
- The Fatal Opal : 監督ジョージ・メルフォード、1914年 - 出演・役 Frank Morton - Alice's Sweetheart
- The Derelict : 監督ジョージ・メルフォード、1914年 - 出演・役 The Husband
- The Tragedy of Bear Mountain : 監督不明、主演ポール・ハースト、1915年 - 出演・役 Charley Barty - Steve's Brother
- The Commanding Officer : 監督アラン・ドワン、1915年 - 出演・役 Brent Lindsay
- 『総選挙』（別題『高圧手段』） The High Hand : 監督ウィリアム・デズモンド・テイラー、1915年 - 出演・役 Francis Everard Lewis
- A Girl of Yesterday : 監督アラン・ドワン、1915年 - 出演
- Buck Simmons, Puncher : 監督レオン・ド・ラ・モート、1916年 - 出演
- A Soul Enslaved : 監督・主演クレオ・マディソン、1916年 - 出演・役 Paul Kent
- A Daughter of Penance : 監督ヘンリー・オットー、主演エドナ・メイスン、1916年 - 出演
- 『美人島』 Undine : 監督ヘンリー・オットー、主演アイーダ・シュナール、1916年 - 出演・役 Huldbrand
- A Beast of Society : 監督トラヴァース・ヴェール、1916年 - 出演
- Shackles : 監督ジョージ・コクラン、1916年 - 出演
- The One Woman : 監督ヘンリー・オットー、1916年 - 出演
- 『ポルチシの唖娘』 The Dumb Girl of Portici : 監督フィリップス・スモーリー / ロイス・ウェバー、主演アンナ・パヴロワ、1916年 - 出演・役 Alphonso
- 『恨の歌』 Naked Hearts : 監督ルパート・ジュリアン、1916年 - 出演・役 Lord Lovelace
- The Fur Trimmed Coat : 監督・主演ルパート・ジュリアン、1916年 - 出演・役 Adelbert
- False Gems : 監督・主演ルパート・ジュリアン、1916年 - 出演
- The Human Cactus : 監督ルパート・ジュリアン、1916年 - 出演
- 『愛の決闘』 Bettina Loved a Soldier : 監督ルパート・ジュリアン、1916年 - 出演・役 Paul de Lacardens
- The Price of Victory : 共演フランセリア・ビリントン、1916年 - 監督・主演（監督デビュー作）
- Under the Spell : 監督ロイス・ウェバー、主演フィリップス・スモーリー、1916年 - 出演
- 『黒猫』 The Evil Women Do : 監督ルパート・ジュリアン、1916年 - 出演・役 Justin Chavessat
- Through Baby's Voice : 監督ジョージ・コクラン、共演ゾーイ・レイ、1916年 - 主演
- Her Wedding Day : 共演フランセリア・ビリントン、1916年 - 監督・主演
- The Penalty of Treason : 共演ルース・クリフォード、1916年 - 監督・主演
- 『深夜』 In the Dead o' Night : 共演ルース・クリフォード、1916年 - 監督・主演
- Polly Put the Kettle On : 共演ルース・クリフォード、1917年 - 監督・主演・役 Chester Creigg
- The Moral Right : 1917年 - 監督・主演
- The Bubble of Love : 共演ルース・クリフォード、1917年 - 監督・主演
- 『死の曲』 The Melody of Death : 共演ルース・クリフォード、1917年 - 監督・主演
- The Keeper of the Gate : 共演ルース・クリフォード、1917年 - 監督・主演・役 Fra Bennoni
- Mary from America : 共演ルース・クリフォード、1917年 - 監督・主演
- 『尽きぬ恋』 Eternal Love : 1917年 - 監督・出演・役 Paul Dachette
- Money's Mockery : 共演フランセリア・ビリントン、1917年 - 監督・主演
- Conscience : 監督バートラム・ブラックン、1917年 - 出演・役 Cecil Brooke
- Madame Spy : 主演ジャック・マルホール、1918年 - 監督
- 『孤松の唄』 A Mother's Secret : 主演エラ・ホール、1918年 - 監督
- 『報酬五千弗』 $5,000 Reward : 主演フランクリン・ファーナム、1918年 - 監督
- 『秘密の家』 The Empty Cab : 主演フランクリン・ファーナム、1918年 - 監督
- Playthings : 主演フリッツィー・ブルネット、1918年 - 監督
- 『血の叫び』 The Velvet Hand : 主演フリッツィー・ブルネット、1918年 - 監督
- 『唄女』 The Cabaret Girl : 主演ルース・クリフォード、1918年 - 監督
- 『巌封の密者』 The Sealed Envelope : 主演フリッツィー・ブルネット、1919年 - 監督
- 『彼の離婚した妻』 His Divorced Wife : 主演モンロー・ソールズベリー、1919年 - 監督
- 『幻の曲』（別題『幻の旋律』） The Phantom Melody : 主演モンロー・ソールズベリー、1920年 - 監督
- 『第二の父』 The Forged Bride : 主演メアリー・マクラレン、1920年 - 監督（監督最終作）
- The Lady from Longacre : 監督ジョージ・マーシャル、1921年 - 出演・役 Sir Henry
- 『金色の絞首台』 The Golden Gallows : 監督ポール・スカードン、1922年 - 出演・役 Alexander Riche
- Impulse : 監督ノーヴァル・マグレガー、1922年 - 出演・役 David Usher
- 『裸一貫の男』 A Tailor-Made Man : 監督ジョセフ・ド・グラス、1922年 - 出演・役 Gustavus Sonntag
- 『ペルシャの暴君』（別題『天幕造師オマー』） Omar the Tentmaker : 監督ジェームズ・ヤング、1922年 - 出演・役 Hassan
- 『風雲児』 On Time : 監督ヘンリー・レーアマン、1924年 - 出演・役 Mr. Black
- Julius Sees Her : 監督マルコム・セント・クレア、1924年 - 出演・役 Snooty English actor
- 『旋風児』 In Fast Company : 監督ジェイムズ・W・ホーン、1924年 - 出演・役 Reginald Chichester
- 『猛襲一騎打』 The Lighthouse by the Sea : 監督マルコム・セント・クレア、1924年 - 出演・役 Edward Cavanna
- 『当世三人娘』（別題『三人娘』） Wings of Youth : 監督エメット・J・フリン、1925年 - 出演・役 Grantland Dobbs
- My Neighbor's Wife : 監督クラレンス・ゲルダート、1925年 - 出演・役 Bertie
- The Gosh-Darn Mortgage : 監督エドワード・F・クライン、1926年 - 出演
- 『操り人形糸違ひ』 Footloose Widows : 監督ロイ・デル・ルース、1926年 - 出演
- 『万難迎撃』 Doubling with Danger : 監督スコット・R・ダンラップ、1926年 - 出演・役 Malcolm Davis
- 『珍雄凱旋』 Private Izzy Murphy : 監督ロイド・ベーコン、1926年 - 出演・役 Robert O'Malley
- 『紐育狂想曲』 Wolf's Clothing : 監督ロイ・デル・ルース、1927年 - 出演・役 Herbert Candish
- 『十字路の女』 A Million Bid : 監督マイケル・カーティス、1927年 - 出演・役 Lord Bobby Vane
- 『母よ愚かなれ』 Dearie : 監督アーチー・メイヨ、1927年 - 出演・役 Manley's friend
- The First Auto : 監督ロイ・デル・ルース、1927年 - 出演・役 Squire Rufus Stebbins, the Banker
- 『砂陣』 The Desired Woman : 監督マイケル・カーティス、1927年 - 出演・役 Fitzroy
- The College Widow : 監督アーチー・メイヨ、1927年 - 出演・役 Professor Jelicoe
- 『恋は手品の他』 Ginsberg the Great : 監督バイロン・ハスキン、1927年 - 出演・役 Sam Hubert
- Ladies of the Night Club : 監督ジョージ・アーチェンボード、1928年 - 出演・役 Cyril Bathstowe
- Five and Ten Cent Annie : 監督ロイ・デル・ルース、1928年 - 出演・役 Judge
- Glad Rag Doll : 監督マイケル・カーティス、1929年 - 出演・役 Butler
- Madonna of Avenue A : 監督マイケル・カーティス、1929年 - 出演・役 Arch Duke
- 『恋の勝馬』 The Hottentot : 監督ロイ・デル・ルース、1929年 - 出演・役 Swift
- 『某重大事件』 The Argyle Case : 監督ハワード・ブレザートン、1929年 - 出演・役 Finley
- 『化粧の天使』 The Painted Angel : 監督ミラード・ウェッブ、1929年 - 出演・役 Sir Harry
- Lilies of the Field : 監督アレクサンダー・コルダ、1930年 - 出演・役 Headwaiter
- 『クラック将軍』 General Crack : 監督アラン・クロスランド、1930年 - 出演・役 Captain Sweeney
- Sweet Kitty Bellairs : 監督アルフレッド・E・グリーン、1930年 - 出演・役 Tom Stafford
- 『再生の港』 The Man Who Came Back : 監督ラオール・ウォルシュ、1931年 - ノンクレジット出演・役 Gibson
- 『民衆の敵』 The Public Enemy : 監督ウィリアム・A・ウェルマン、1931年 - ノンクレジット出演・役 Assistant Tailor
- The Road to Singapore : 監督アルフレッド・E・グリーン、1931年 - ノンクレジット出演・役 Simpson
- Manhattan Parade : 監督ロイド・ベーコン、1931年 - ノンクレジット出演・役 Toreador with No Pants
- 『男子入用』 Man Wanted : 監督ウィリアム・ディターレ、1932年 - ノンクレジット出演・役 Mr. Orca
- 『劇場王ブラウン』 The Tenderfoot : 監督レイ・エンライト、1932年 - 出演・役 Stage Director
- 『限りなき旅』 One Way Passage : 監督テイ・ガーネット、1932年 - ノンクレジット出演・役 Sir Harold
- The King's Vacation : 監督ジョン・G・アドルフィ、1933年 - ノンクレジット出演・役 Count Gouvain
- 『魔のボムベイ特急』（別題『ボンベイ特急』） Bombay Mail : 監督エドウィン・L・マリン、1934年 - 出演・役 Anderson
- 『霧に立つ影』 Bulldog Drummond Strikes Back : 監督ロイ・デル・ルース、1934年 - 出演・役 Parker, Drummond's Valet
- Pursued : 監督ルイ・キング、1934年 - ノンクレジット出演・役 English Sailor
- The Ghost Walks : 監督フランク・ストレイヤー、1934年 - 出演・役 Carroway
- Father Brown, Detective : 監督エドワード・セジウィック、1934年 - ノンクレジット出演
- Ants in the Pantry : 監督ジャック・ホワイト、1936年 - 出演・役 Lord Stoke Pogis
- 『二国旗の下に』 Under Two Flags : 監督フランク・ロイド、1936年 - 出演・役 Col. Farley
- 『スコットランドのメアリー』 Mary of Scotland : 監督ジョン・フォード、1936年 - ノンクレジット出演
- 『勝鬨』 Lloyd's of London : 監督ヘンリー・キング、1936年 - ノンクレジット出演・役 Underwriter
- 『魔城脱走記』 Kidnapped : 監督アルフレッド・L・ワーカー、1938年 - ノンクレジット出演・役 Clansman
- Boy Friend : 監督ジェームズ・ティンリング、1939年 - ノンクレジット出演・役 Customer
- Quick Millions : 監督マルコム・セント・クレア、1939年 - 出演・役 Indian
- Pack Up Your Troubles : 監督H・ブルース・ハンバーストーン、1939年 - ノンクレジット出演・役 British Tommy
- 『マン・ハント』 Man Hunt : 監督フリッツ・ラング、1941年 - ノンクレジット出演・役 Policeman
- The Undying Monster : 監督ジョン・ブラーム、1942年 - ノンクレジット出演・役 Jury Foreman
- 『謎の下宿人』 The Lodger : 監督ジョン・ブラーム、1944年 - ノンクレジット出演・役 Porter
- 『ザ・ショッキング・ミス・ビルグリム』 The Shocking Miss Pilgrim : 監督ジョージ・シートン、1947年 - ノンクレジット出演・役 Office Clerk
- 『荒原の夕焼』 Thunder in the Valley : 監督ルイ・キング、1947年 - ノンクレジット出演・役 Villager
- 『幸福の森』 The Luck of the Irish : 監督ヘンリー・コスター、1948年 - ノンクレジット出演・役 Receptionist
- 『深夜の歌声』 Road House : 監督ジーン・ネグレスコ、1948年 - ノンクレジット出演・役 Waiter
- 『殺人幻想曲』 Unfaithfully Yours : 監督プレストン・スタージェス、1948年 - ノンクレジット出演・役 Bit Part
- That Wonderful Urge : 監督ロバート・B・シンクレア、1948年 - ノンクレジット出演・役 Minor Role
- 『日曜は鶏料理』 Chicken Every Sunday : 監督ジョージ・シートン、1949年 - ノンクレジット出演・役 Barker
- 『あなたは私のすべて』 You're My Everything : 監督ウォルター・ラング、1949年 - ノンクレジット出演・役 Director

## 関連事項
- チャールズ・K・ジェラード （en:Charles K. Gerrard）

## 註
1. 1 2 3 4 5 6 7 8 9 10  Douglas Gerrard, Internet Movie Database （英語）, 2010年5月13日閲覧。
2. ↑  Charles K. Gerrard - IMDb（英語）, 2010年5月13日閲覧。
3. ↑  『ブルーバード映画の記録』 : 製作・著・発行山中十志雄・塚田嘉信、1984年4月、p.60-63.